# Banque centrale de Birmanie
La banque centrale de Birmanie (en birman : မြန်မာနိုင်ငံတော်ဗဟိုဘဏ်) est la banque centrale de Birmanie dont les principales fonctions comprennent la gestion du Kyat et le maintien d'une réserve nationale d'or et de devises étrangères.
Son siège social est situé à Naypyidaw et possède des succursales à Rangoun et Mandalay.

## Histoire
La Banque centrale de Birmanie a été fondée le 3 avril 1948 sous le nom d'Union Bank of Burma (Union Bank of Burma Act) par la loi de 1947 sur l'Union Bank of Burma, et a repris les fonctions des succursales de Rangoun de la Banque de réserve de l'Inde. L'Union Bank of Burma a ouvert ses portes à l'angle de Merchant Road et de Sule Pagoda Road et était seule habilitée à émettre la monnaie du pays.
En 2013, la Banque centrale de Birmanie est devenue un organisme de réglementation autonome et indépendant par la loi sur la Banque centrale de Birmanie, promulguée par le Parlement birman.

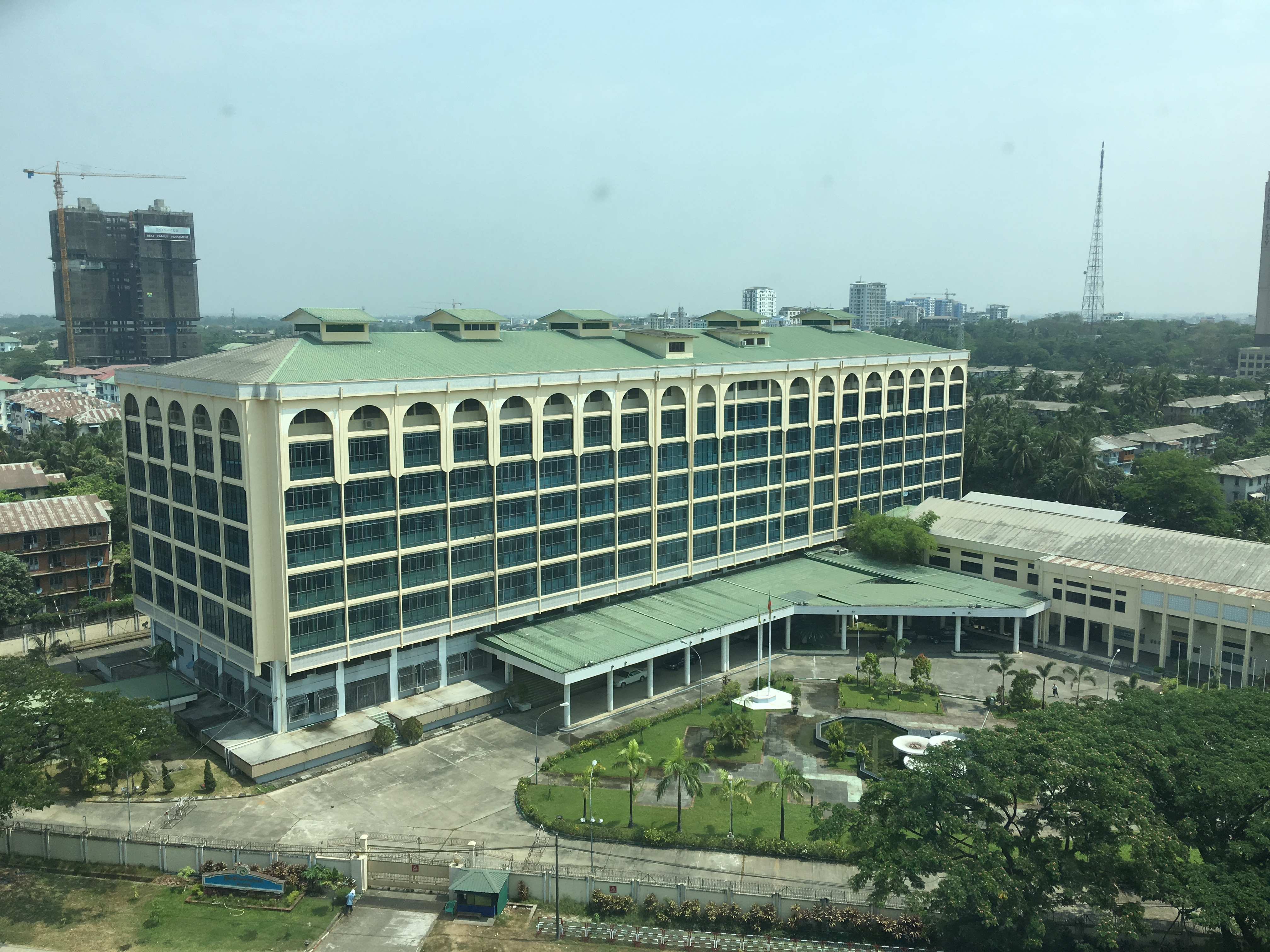
Ancien siège de la CBM à Yangon

En 2019, la Banque centrale a commencé à travailler sur un système national de paiement par QR standard. Baptisé MyanmarPay (MMQR), ce standard a été lancé en février 2025.
Lors du coup d'État de 2021 en Birmanie, les autorités militaires ont destitué les dirigeants civils de la banque centrale, notamment le gouverneur Kyaw Kyaw Maung et le vice-gouverneur Bo Bo Nge, condamné à 20 ans de prison en décembre 2022 pour corruption à caractère politique,.
Le Conseil d'administration de l'État a nommé Than Nyein à la place de Kyaw Kyaw Maung,. 
Le 19 août 2022, la SAC a nommé Than Than Swe au poste de gouverneur. Elle est devenue la première femme à occuper ce poste.